# Komitet planowania łączności cywilnej
Komitet planowania łączności cywilnej (Civil Communications Planning Committee - CCPC) został powołany na mocy Traktatu Północnoatlantyckiego w 1950 roku. Jest jednym z dziewięciu specjalnych komitetów NATO, wykonujących działania z zakresu planowania obrony cywilnej na sytuację zagrożeń (CEP). Podlega bezpośrednio pod Wysoki komitet planowania centralnego na sytuacje nadzwyczajnych zagrożeń (SCEPC).
Komitet zajmuje się wszelkimi kwestiami związanymi z koordynacją kwestii współdziałania cywilnej telekomunikacji ze strukturami NATO w czasie kryzysu i wojny. Sferą zainteresowania komitetu jest utrzymanie działania telekomunikacji na rzecz sektorów politycznego, ekonomicznego i wojskowego. Cywilna komunikacja w rozumieniu komitetu to m.in. wszelkie państwowe i prywatne firmy, świadczące usługi z zakresu telekomunikacji oraz poczta. Komitet nie zajmuje się kwestiami związanymi z urządzeniami telekomunikacyjnymi, które znajdują się w gestii wojska lub NATO.